# Live in Paris 1975
Live in Paris 1975 jest koncertowym albumem brytyjskiego zespołu hardrockowego Deep Purple, zarejestrowanym w Paryżu w roku 1975. Album miał ukazać się jeszcze przed albumem Come Taste the Band ale Purple Records nie wydało go aż do roku 2001.
Na początku 1975 roku gitarzysta Ritchie Blackmore zarejestrował swój pierwszy album z Rainbow i zdecydował się opuścić Deep Purple. To skutkowało ostatnim koncertem zespołu w Paryżu 7 kwietnia 1975 i było historyczną chwilą w ich długiej karierze, oznaczającą definitywne rozstanie się Blackmore’a z zespołem (aż do jego reaktywacji w roku 1984).
Album zawierał ścieżki z płyt Burn i Stormbringer (ten drugi rzadko słyszany był na scenie) i zaprezentował po raz ostatni linię Mk III. Deep Purple po raz ostatni zagrali utwory "The Gypsy", "Lady Double Dealer", "Mistreated" i "You Fool No One", chociaż Rainbow i Whitesnake na swoich koncertach w dalszym ciągu grali "Mistreated".

## Lista utworów

### CD 1
| 1. | "Burn" (David Coverdale, Ritchie Blackmore, Jon Lord, Ian Paice)        | 9:46    |
|    |                                                                         |         |
| 2. | "Stormbringer" (Coverdale, Blackmore)                                   | 5:12    |
|    |                                                                         |         |
| 3. | "The Gypsy" (Coverdale, Blackmore, Lord, Paice)                         | 6:11    |
|    |                                                                         |         |
| 4. | "Lady Double Dealer" (Coverdale, Blackmore)                             | 4:35    |
|    |                                                                         |         |
| 5. | "Mistreated" (Coverdale, Blackmore)                                     | 12:49   |
|    |                                                                         |         |
| 6. | "Smoke on the Water" (Ian Gillan, Blackmore, Roger Glover, Lord, Paice) | 11:10   |
|    |                                                                         |         |
| 7. | "You Fool No One" (Coverdale, Blackmore, Lord, Paice)                   | 19:30   |
|    |                                                                         |         |
|    |                                                                         | 1:09:13 |
|    |                                                                         |         |

### CD 2
| 1. | "Space Truckin'" (Gillan, Blackmore, Glover, Lord, Paice) | 21:21 |
|    |                                                           |       |
| 2. | "Going Down" (Don Nix)                                    | 5:19  |
|    |                                                           |       |
| 3. | "Highway Star" (Gillan, Blackmore, Glover, Lord, Paice)   | 11:33 |
|    |                                                           |       |
|    |                                                           | 38:13 |
|    |                                                           |       |

## Wykonawcy
- David Coverdale – śpiew
- Ritchie Blackmore – gitara
- Glenn Hughes – gitara basowa, śpiew
- Jon Lord – organy Hammonda, instrumenty klawiszowe
- Ian Paice – perkusja